# Demond Mallet
Dayon Demond Mallet (Leesville, 22 febbraio 1978) è un ex cestista statunitense.
È cugino di Shaquille O'Neal.

## Palmarès

### Squadra
- Campionato tedesco: 1

Brose Bamberg: 2004-05
- Campionato belga: 1

Spirou Charleroi: 2010-11
- Copa del Rey: 1

Joventut Badalona: 2008
- Liga catalana: 2

Joventut Badalona: 2007, 2008
- Coppa di Israele: 1

Maccabi Tel Aviv: 2011-12
- Supercoppa tedesca: 1

Cologne 99ers: 2006
- ULEB Cup: 1

Joventut Badalona: 2007-08

### Individuale
- Pro Basketball League MVP: 1

Spirou Charleroi: 2010-11